# Chris Hoy
Sir Christopher Andrew (Chris) Hoy (Edinburgh, 23 maart 1976) is een Brits ex-wielrenner en olympisch kampioen. Hij nam viermaal deel aan de Olympische Spelen en won hierbij in totaal zeven medailles. Hij won elf wereldtitels.
Voor hij aan pistewielrennen deed, fietste hij op een BMX en haalde hij zilver op het Brits kampioenschap roeien voor junioren. Hij was houder van het wereldrecord op de kilometer tijdrijden, op zeeniveau gevestigd: 1.00,711, en van het wereldrecord 500 meter met vliegende start: 24,758 (72,704 km/u).
Hij was de eerste die wereldkampioen werd op vier verschillende onderdelen, de sprint, keirin, kilometer en teamsprint. Zijn prestatie werd in 2024 geëvenaard door Harrie Lavreysen. Begin april 2013 besloot Hoy zijn carrière te beëindigen.
Na zijn carrière in het wielrennen begon Hoy in 2014 in de autosport in het Britse GT-kampioenschap. In 2015 won hij de European Le Mans Series in de LMP3-klasse en in 2016 maakte hij zijn debuut in de 24 uur van Le Mans.
In februari 2024 maakte Chris Hoy bekend dat er bij hem kanker was vastgesteld. Later dat jaar meldde hij in een interview met The Sunday Times dat dokters hem verteld hebben dat zijn kanker terminaal is.

## Eerbewijzen
- In 2005 werd hij benoemd tot Lid in de Orde van het Britse Rijk.
- Na zijn drie gouden medailles op de Olympische Spelen in Beijing ontving hij de prestigieuze onderscheiding van "BBC Sports Personality of the Year".
- Op 1 januari 2009 werd hij in de adelstand verheven.
- De nieuwe wielerbaan van Glasgow, de Commonwealth Arena and Sir Chris Hoy Velodrome die in 2012 werd geopend, kreeg de naam van Chris Hoy.
- In 2024 werd een nieuwe prijs bij de Vélo d'Or Mondial, voor de beste rijder in Olympische disciplines, in het leven geroepen. Deze werd de Chris Hoy Trofee genoemd.

## Palmares
| Jaar | BK                          | WK                          | Overig |
| ---- | --------------------------- | --------------------------- | --- |
| 1999 |                             | Ploegsprint                 | WB Mexico Ploegsprint                                                                                        |
| 2000 |                             | Ploegsprint                 | OS Ploegsprint                                                                                               |
| 2001 |                             | Ploegsprint                 | WB Cali 1KM                                                                                                  |
| 2002 |                             | 1KM, Ploegsprint            | CG 1 KM, CG Ploegsprint, WB Sydney Ploegsprint, 1KM                                                          |
| 2003 | Ploegsprint, 1KM            | Ploegsprint                 | WB Cape Town Ploegsprint, 1KM                                                                                |
| 2004 |                             | 1KM, Ploegsprint            | OS 1KM, WB Manchester Ploegsprint en WB Sydney Ploegsprint, 1KM                                              |
| 2005 | 1KM                         | Ploegsprint, 1KM            | WB Manchester Ploegsprint, 1KM, Achtervolging                                                                |
| 2006 | 1KM, Sprint, Keirin         | 1KM, Ploegsprint            | CG Ploegsprint, CG 1KM, WB Sydney Ploegsprint, 1KM                                                           |
| 2007 |                             | Keirin, 1KM, Ploegsprint    | WB LA Keirin, Ploegsprint en WB Manchetster Keirin, 1KM, Ploegsprint en WB Sydney Keirin en WB Peking Keirin |
| 2008 |                             | Sprint, Keirin, Ploegsprint | OS Keirin, OS Sprint, OS Ploegsprint, WB Kopenhagen Keirin                                                   |
| 2009 | Sprint, Ploegsprint, Keirin |                             | WB Kopenhagen Keirin                                                                                         |
| 2010 |                             | Keirin, Ploegsprint         | WB Melbourne Ploegsprint, Keirin                                                                             |
| 2011 |                             | Sprint, Keirin, Ploegsprint | WB Manchester Keirin en WB Astana Sprint                                                                     |
| 2012 |                             | Keirin, Sprint              | OS Keirin, OS Ploegsprint, WB Londen Keirin, Sprint                                                          |
| 2013 |                             |                             | Rotterdam Sprint                                                                                             |

## Trivia
- Hoy was te gast in de zevende aflevering van het derde seizoen van Would I Lie To You?, waarin hij bekendmaakte dat Sylvan Richardson, een voormalig gitarist van Simply Red, zijn masseur was.

2000: Florian Rousseau ·
2004: Ryan Bayley ·
2008: Chris Hoy ·
2012: Chris Hoy ·
2016: Jason Kenny ·
2020: Jason Kenny · 
2024: Harrie Lavreysen
2000: Gané, Tournant, Rousseau ·
2004: Wolff, Nimke, Fiedler ·
2008: Staff, Kenny, Hoy ·
2012: Kenny, Hoy, Hindes ·
2016: Hindes, Kenny, Skinner ·
2020: Van den Berg, Büchli, Lavreysen, Hoogland
2024: Van den Berg, Lavreysen, Hoogland
1896: Paul Masson ·
1928: Willy Falck Hansen ·
1932: Dunc Gray ·
1936: Arie van Vliet ·
1948: Jacques Dupont ·
1952: Russell Mockridge ·
1956: Leandro Faggin ·
1960: Sante Gaiardoni ·
1964: Patrick Sercu ·
1968: Pierre Trentin ·
1972: Niels Fredborg ·
1976: Klaus-Jürgen Grünke ·
1980: Lothar Thoms ·
1984: Fredy Schmidtke ·
1988: Aleksandr Kiritsjenko ·
1992: José Manuel Moreno Periñan ·
1996: Florian Rousseau ·
2000: Jason Queally ·
2004: Chris Hoy
1896: Paul Masson ·
1900: Albert Taillandier ·
1920: Maurice Peeters ·
1924: Lucien Michard ·
1928: Roger Beaufrand ·
1932: Jacques van Egmond ·
1936: Toni Merkens ·
1948: Mario Ghella ·
1952: Enzo Sacchi ·
1956: Michel Rousseau ·
1960: Sante Gaiardoni ·
1964: Giovanni Pettenella ·
1968: Daniel Morelon ·
1972: Daniel Morelon ·
1976: Anton Tkáč ·
1980: Lutz Heßlich ·
1984: Mark Gorski ·
1988: Lutz Heßlich ·
1992: Jens Fiedler ·
1996: Jens Fiedler ·
2000: Marty Nothstein ·
2004: Ryan Bayley ·
2008: Chris Hoy · 
2012: Jason Kenny · 
2016: Jason Kenny · 
2020: Harrie Lavreysen · 
2024: Harrie Lavreysen
- Gemeinsame Normdatei: 139591427
- International Standard Name Identifier: 0000 0001 1452 7477
- Library of Congress Control Number: nb2009021495
- Nationale en Universitaire bibliotheek Zagreb: 000764589
- Système universitaire de documentation: 264317777
- Virtual International Authority File: 96794398
- WorldCat: E39PBJxMpw8WMGgyCRqtx9vmBP